# Norma Nolan
Norma Nolan, de son vrai nom Norma Beatriz Nolan, née le 22 avril 1938 à Venado Tuerto, Province de Santa Fe, est un mannequin argentin, élue Miss Univers 1962. 

## Biographie
Elle est d'origine irlandaise et italienne, Norma est formée dans le secrétariat, commence à travailler comme un modèle dans la télévision argentine, ses amis l'incite a participer à Miss Argentine, Norma accepte et remporte le titre.
Durant son règne, elle a reçu 15 000 $ et a passé un an à voyager aux États-Unis et dans le reste du monde.